# باشگاه فوتبال ساگان توسو
ساگان توسو (به ژاپنی: サガン鳥栖) یک باشگاه فوتبال در شهر توسو٬ استان ساگا٬ واقع در کشور ژاپن می‌باشد که در جی‌لیگ بازی می‌کند.
این باشگاه در فوریه ۱۹۹۷ میلادی پایه‌گذاری شده است.

## بازیکنان برجسته
- خورخه دلی والدس
- دراگیشا بینیچ
- فرناندو تورس